# Planned Parenthood
Американская федерация планирования семьи (англ. Planned Parenthood Federation of America, PPFA), также известная как Planned Parenthood — некоммерческая организация, которая предоставляет услуги по охране репродуктивного здоровья. В соответствии с разделом 501(c)(3) Налогового кодекса США организация освобождена от налогов. Предшественницей фонда Planned Parenthood является Американская лига контроля над рождаемостью, основанная активисткой Маргарет Сэнгер.
Planned Parenthood имеет 159 медицинских и немедицинских филиалов, которые управляют более чем 600 клиниками, и сотрудничает с организациями в 12 странах мира. Совокупный годовой доход фонда составляет 1,3 миллиарда долларов США. На протяжении всей своей истории PPFA и подчиняющиеся ей клиники сталкивались как с поддержкой, так и с протестами.